# Xã Buffalo, Quận Butler, Pennsylvania
Xã Buffalo (tiếng Anh: Buffalo Township) là một xã thuộc quận Butler, tiểu bang Pennsylvania, Hoa Kỳ. Năm 2010, dân số của xã này là 7.307 người.